# 市原市立湿津小学校
市原市立湿津小学校（いちはらしりつ うるつしょうがっこう）は、千葉県市原市潤井戸にある公立小学校。文部科学省の学校コードはB112210004486、旧学校調査番号は121066。

## 概要
市原市北東部の市津地区に位置する。明治時代後半に創立した比較的歴史の長い小学校で、2023年で開校120周年を迎えた。第2次ベビーブーム終息以降は児童数が減少傾向にあったが、うるいど南の開発が進んだことから再び増加傾向となり、その増加率は市内トップの勢いである。
通学区域が広大であるため、最大約35%の児童が一般路線バスを利用して通学している。

## 沿革

### 概歴

#### 学校教育法施行前
1874年（明治7年）に、横峰小学校、葉木小学校、古都辺小学校の3校が開校した。その後これらは再編され、徳潤尋常小学校、薫風尋常小学校、陶成尋常高等小学校となる。1903年（明治36年）にこれらが合併して、湿津尋常高等小学校となった。1915年（大正4年）には新校舎が新築されたほか、小田部分教場が設置される。しかし、その新築されたばかりの校舎は1917年（大正6年）9月の台風により倒壊してしまった。それらの再建は1920年（大正9年）まで待つこととなる。1941年（昭和16年）に国民学校令が公布されると、湿津国民学校に改称した。

#### 学校教育法施行後
戦後、1947年（昭和22年）の学校教育法施行に伴い湿津村立湿津小学校に改称した。その後、1955年（昭和30年）の村合併により市津村立湿津小学校となり、1961年（昭和36年）には町制施行によって市津町立湿津小学校となる。1963年（昭和38年）には再度の町村合併により現校名の市原市立湿津小学校となった。1982年（昭和37年）には児童数が過去最高の978名（25学級）に達した。以降、児童の減少が進み、2010年（平成22年）に過去最低の230名となったものの、うるいど南の開発が進行したことから再び増加傾向にあり、近年は児童数が500名を超える規模となっている。

### 年表
- 1874年（明治7年）- 横峰小学校、葉木小学校、古都辺小学校が開校[3][4][6]。
- 1882年（明治15年）5月 - 古都辺小学校が陶成尋常小学校に改称[3][4][6]。
- 1891年（明治24年）4月 - 横峰小学校が徳潤尋常小学校に改称[3][4][6]。
- 1893年（明治26年）12月 - 葉木小学校が薫風尋常小学校に改称[3][4][6]。
- 1903年（明治36年）8月 - 湿津尋常高等小学校として開校[3][6]。
- 1915年（大正4年）6月1日 - 新校舎および小田部分教場が新築[3]。
- 1917年（大正6年）9月30日 - 台風により校舎が倒壊[3]。
- 1920年（大正9年）5月9日 - 倒壊校舎の再建が行われ、完成[3]。
- 1929年（昭和4年）11月6日 - 校舎増築[3]。
- 1941年（昭和16年）4月1日 - 湿津村国民学校に改称[3][4]。
- 1947年（昭和22年）4月1日 - 湿津村立湿津小学校に改称[3][4]。
- 1955年（昭和30年）2月11日 - 市津村立湿津小学校に改称[3][4]。
- 1958年（昭和33年）8月20日 - 現所在地に移転[3][4]。
- 1961年（昭和36年）4月1日 - 市津町立湿津小学校に改称[3][4]。校歌を制定[3][4]。
- 1963年（昭和38年）5月1日 - 市原市立湿津小学校に改称[3][4]。
- 1967年（昭和42年）9月20日 - 旧校舎の取り壊しを開始[3][4]。
- 1968年（昭和43年）
  - 3月30日 - 新校舎の第1期工事が完了[3][4]。
  - 9月1日 - 小田部分校が本校に統合され廃校[3][4]。
- 2002年（平成14年） - 次年度の創立100周年を記念して、敷地内に校歌碑、および旧校舎跡地に標柱を設置した[3][4]。

## 校則

### 校歌
- 作詞：杉田輝一[4]
- 作曲：松平朗[4]

## 施設

### 敷地
敷地の詳細は以下の通りである。
| 所在地     | 〒290-0171 千葉県市原市潤井戸2299番地14 |
| 所有者     | 市原市                                  |
| 敷地面積   | 19,256m2                                |
| 用途地域   | なし                                    |
| 指定建蔽率 | 60%                                     |
| 指定容積率 | 100%                                    |
| 取得価格   | 729,345,000円                           |

### 建物
敷地内に存在する建物は以下の通りである。
| 棟番号 | 棟名称         | 構造 | 階数        | 延床面積   | 建築年 | 耐震   | 耐震         | Is値 | 備考       |
| ------ | -------------- | ---- | ----------- | ---------- | ------ | ------ | ------------ | ---- | ---------- |
| 001    | 校舎-1         | RC造 | 地上3階建て | 1,728.00m2 | 1976年 | 旧基準 | 耐震化工事済 | 0.72 |            |
| 002    | 校舎-4         | RC造 | 地上3階建て | 842.00m2   | 1981年 | 旧基準 | 耐震性あり   | 0.71 | [ 注釈 1 ] |
| 003    | 体育館         | RC造 | 地上2階建て | 747.00m2   | 1974年 | 旧基準 | 耐震化工事済 | 0.78 |            |
| 004    | 校舎-2         | RC造 | 地上2階建て | 713.00m2   | 1968年 | 旧基準 | 耐震性あり   | 0.73 |            |
| 005    | 校舎-6         | S造  | 地上1階建て | 325.00m2   | 1981年 | 旧基準 | 耐震性あり   | 1.24 |            |
| 006    | 校舎-4         | RC造 | 地上3階建て | 260.00m2   | 1976年 | 旧基準 | 耐震性あり   | 0.96 |            |
| 007    | 校舎-5         | RC造 | 地上2階建て | 174.00m2   | 1976年 | 旧基準 | 耐震性あり   | 1.00 |            |
| 008    | 校舎-2         | RC造 | 地上2階建て | 167.00m2   | 1968年 | 旧基準 | 耐震性あり   | 0.79 |            |
| 009    | 校舎-3         | S造  | 地上1階建て | 103.00m2   | 1965年 | 旧基準 | 不明         | 不明 | [ 注釈 2 ] |
| 010    | 便所・校舎-7   | RC造 | 地上2階建て | 86.00m2    | 1968年 | 旧基準 | 耐震性あり   | 0.89 |            |
| 011    | 倉庫・物置     | 木造 | 地上1階建て | 76.00m2    | 1981年 | 旧基準 | -            | -    |            |
| 012    | 校舎-7         | S造  | 地上1階建て | 60.00m2    | 1985年 | 新基準 | 不明         | 不明 | [ 注釈 2 ] |
| 013    | 調理室・校舎-1 | RC造 | 地上3階建て | 35.00m2    | 1968年 | 旧基準 | 耐震化済     | 不明 | [ 注釈 3 ] |
| 014    | 倉庫・物置     | 木造 | 地上1階建て | 26.00m2    | 1981年 | 旧基準 | -            | -    |            |
| 015    | 校舎-3         | S造  | 地上1階建て | 21.00m2    | 1975年 | 旧基準 | 不明         | 不明 | [ 注釈 2 ] |
| 016    | 倉庫・物置     | 木造 | 地上1階建て | 20.00m2    | 1970年 | 旧基準 | -            | -    |            |
| 017    | 調理室・校舎-3 | S造  | 地上1階建て | 17.00m2    | 1982年 | 新基準 | 不明         | 不明 | [ 注釈 2 ] |
| 018    | 校舎-3         | S造  | 地上1階建て | 12.00m2    | 1975年 | 旧基準 | 不明         | 不明 | [ 注釈 2 ] |
| 019    | 便所           | RC造 | 地上1階建て | 10.00m2    | 2002年 | 新基準 | 不明         | 不明 |            |

### 併設施設
- 湿津小学校児童クラブ（学童保育）

## 規模
2022年（令和4年）4月1日現在の学校規模は以下の通りである。
| 児童数       | 529名     |
| 学級数       | 20学級    |
| 通学区域面積 | 25.414km2 |
| 通学区域人口 | 8,542人   |

## 通学区域
以下の町丁字とその範囲を通学区域に指定している。
- 久々津
- 潤井戸
- 下野
- 喜多
- 犬成
- 大作
- 滝口
- 勝間
- 葉木
- 小田部
- 荻作
- 神崎
- うるいど南1 - 7丁目

## 通学区域内施設
通学区域内の主な施設は以下の通りである。
- 市原市役所市津支所
- 市原市立市津公民館
- 市原市消防局市津消防署
- 市原市立湿津中学校
- 市原市立市津保育所
- 市津運動広場
- 帝京平成大学千葉キャンパス
- 潤井戸発電所
- 房総変電所
- 市津郵便局

## 中学校区
- 市原市立湿津中学校

## 隣接小学校区
- 市原市立市原小学校
- 市原市立白幡小学校
- 市原市立市西小学校
- 市原市立養老小学校
- 市原市立市東第一小学校
- 市原市立清水谷小学校
- 市原市立牧園小学校
- 長柄町立長柄小学校

## アクセス
- ちはら台駅から徒歩58分
- 小湊鐵道バス（喜02系統、塩03系統、浜03系統、茂22系統）「喜多」で下車後、目の前。

## 出身有名人
- 猫ひろし[12]